# Слободан Бошковић
Слободан Бошковић (Колашин, 1947) црногорски  је песник. У родном Колашину похађао је основну школу, гимназију је завршио у Беранама. Дипломирао је Електротехнички факултет, а магистрирао у Совјетском Савезу. Живи у Бањалуци.
Бавио се разним пословима - био је директор Просторне технике у Чајавецу, потпредседник општине Бања Луке, саветник у влади Црне Горе, саветник међународних компанија Sempra Energy Лондон, Synergie Париз и EPIC Беч.
Сем писања, време проводи путујући. Посетио је САД, Камчатки, многе земље Европе, Азије и Африке. У Израелу био је на ходочашћу, где је добио грамату. Члан је Удружења књижевника Српске и Црне Горе.

## Дело
Године 1964. објавио је прве песме у часопису „Стварање”. Поезију, прозу и књижевне приказе објављивао је у значајнијим листовима бивше Југославије и у дневним листовима „Политика”, „Борба”, „Вечерње новости”, „Победа”, „Ослобођење”, „Глас”, „Вечерњи лист” и другим. До сада, објавио је пет збирки песама, две књиге прича, три романа, као и више од десет књига под псеудонимом. У више антологија, прегледа и панорама поезије и кратке приче је заступљен. Његова дела превођена су на руски, немачки, италијански, арапски, турски и француски језик.
О Бошковићевој поезији и прози писали су Дејан Ђуричковић, Никола Ковач, Никола Кољевић, Ристо Трифковић, Слободан Благојевић, Младен Шукало, Рашид Дурић, Томислав Билоснић, Миљко Шидић, Зорица Турјачанин, Миодраг Ћуровић, Миленко Стојичић, Сретен Вујковић, Миодраг Ћупић, Данијел Кецма, Добрашин Јелић и други.

## Дела
- „Касно поподне”
- „Меланхоличне и њене пјесме”
- „Туђи мртви”
- „Грозница”
- „Неподобна звијер”
- „Друга врата гробља”
- „Приче из старих крајева”
- „Непостојана одредишта”
- „Прича из Тамног вилајета”
- „Прича из Кардага (Вртлог)”
- „Слутим прах и пепео”
- „Приче из наших крајева”
- „Гојакови записи”
- „Отварање боја”
- „Слатка безнађа”
- „Лутам безнађем”
- „Прелиставам безнађе”
- „Тморник”

## Награде
Списак награда које су додељене Бошковићу:
- Награда Младости 1965.
- Награда ЦК СО Црне Горе 1965.
- Награда Књижевне Омладине Србије 1972.
- Награда СУБНОР-а Босне и Херцеговине 1973.
- Награда „Ратковићеве вечери поезије” 1973.
- Награда „Вечерње новости” 1975. — за причу „Друга ноћ Ал-кадра”
- Награда „Лимских Вечери Поезије” 1976.
- Награда „Требињских вечери поезије” 1977. — за књигу песама „Касно поподне”
- Награда „Исак Самоковлија” 1980. — за књигу прича „Приче из наших крајева”
- Награда „Блажо Шћепановић” 1981. — за књигу песама „Неподобна звијер”
- Награда „Веселин Маслеша” 1983. — за књигу прича „Туђи мртви”
- Награда „Мак Диздар” — „Слово Горчина” 1983. — за књигу песама „Грозница”
- Награда „Драгојло Дудић” 1987. — за роман „Прича из Кардага (Вртлог)”
- Награда „Младен Ољача” 2006.
- Награда Кочићево перо 2007. — за књигу песама „Непостојана одредишта”
- Годишња награда града Бањалука 2012. — за роман „Гојакови записи”
- Годишња награда града Бањалука 2016. — за књигу песама „Слатка безнађа”
- Награда „Песма над песмама” 2020. — за поему „Касно лето”